# Ityraea ferruginea
Ityraea ferruginea är en insektsart som först beskrevs av Schmidt 1906.  Ityraea ferruginea ingår i släktet Ityraea och familjen Flatidae. Inga underarter finns listade i Catalogue of Life.